# Мільтіадіс Тентоглу
Мільтіадіс Тентоглу (18 березня 1998 , Салоніки ) — грецький легкоатлет, що спеціалізується на стрибках у довжину, олімпійський чемпіон 2020 року, чемпіон Європи.

## Кар'єра
| Рік                | Змагання                       | Місце проведення           | Місце              | Дисципліна         | Результат          | Примітки           |
| Представник Греція | Представник Греція             | Представник Греція         | Представник Греція | Представник Греція | Представник Греція | Представник Греція |
| ------------------ | ------------------------------ | -------------------------- | ------------------ | ------------------ | ------------------ | ------------------ |
| 2015               | Чемпіонат світу серед юнаків   | Калі, Чилі                 | 5                  | стрибки у довжину  | 7.66 м             |                    |
| 2016               | Чемпіонат світу серед юніорів  | Бидгощ, Польща             | 2                  | стрибки у довжину  | 7.91 м             |                    |
| 2016               | Олімпійські ігри               | Ріо-де-Жанейро, Бразилія   | 27 (кв.)           | стрибки у довжину  | 7.64 м             |                    |
| 2017               | Командний чемпіонат Європи     | Лілль, Франція             | 5                  | стрибки у довжину  | 7.76 м             |                    |
| 2017               | Чемпіонат Європи серед юніорів | Гроссето, Італія           | 1                  | стрибки у довжину  | 8.07 м             |                    |
| 2017               | Чемпіонат світу                | Лондон, Велика Британія    | 19 (кв.)           | стрибки у довжину  | 7.79 м             |                    |
| 2018               | Чемпіонат світу в приміщенні   | Бірмінгем, Велика Британія | 9                  | стрибки у довжину  | 7.82 м             |                    |
| 2018               | Чемпіонат Європи               | Берлін, Німеччина          | 1                  | стрибки у довжину  | 8.25 м             | SB                 |
| 2018               | Континентальний кубок ІААФ     | Острава, Чехія             | 2                  | стрибки у довжину  | 8.20 м             |                    |
| 2019               | Чемпіонат Європи в приміщенні  | Глазго, Велика Британія    | 1                  | стрибки у довжину  | 8.38 м             | WL, NIR            |
| 2019               | Командний чемпіонат Європи     | Бидгощ, Польща             | 1                  | стрибки у довжину  | 8.30 м             | EL                 |
| 2019               | Чемпіонат Європи серед молоді  | Євле, Швеція               | 1                  | стрибки у довжину  | 8.32 м             | EL                 |
| 2019               | Чемпіонат світу                | Доха, Катар                | 10                 | стрибки у довжину  | 7.79 м             |                    |
| 2021               | Чемпіонат Європи в приміщенні  | Торунь, Польща             | 1                  | стрибки у довжину  | 8.35 м             | WL                 |
| 2021               | Командний чемпіонат Європи     | Хожув, Польща              | 1                  | стрибки у довжину  | 8.38 м             |                    |
| 2021               | Олімпійські ігри               | Токіо, Японія              | 1                  | стрибки у довжину  | 8.41 м             |                    |
| 2022               | Чемпіонат світу в приміщенні   | Белград, Сербія            | 1                  | стрибки у довжину  | 8.55 м             | WL                 |
| 2022               | Чемпіонат світу                | Юджин, США                 | 2                  | стрибки у довжину  | 8.32 м             |                    |
| 2022               | Чемпіонат Європи               | Мюнхен, Німеччина          | 1                  | стрибки у довжину  | 8.52 м             | CR                 |
| 2023               | Чемпіонат Європи в приміщенні  | Стамбул, Туреччина         | 1                  | стрибки у довжину  | 8.30 м             |                    |